# Manuel de Burgos y Mazo
Manuel de Burgos y Mazo, né à Moguer (Huelva, Espagne) le 12 janvier 1862 et mort dans la même ville le 22 mars 1946, est un homme politique, écrivain, propriétaire terrien et avocat, qui fut à diverses reprises ministre durant le règne d'Alfonso XIII et député au Congrès, puis sénateur à vie jusqu'à la fin de la Restauration,.
Figure importante du Parti conservateur dans sa province natale, à mi-chemin entre les XIXe et XXe siècles, Manuel de Burgos a été décrit comme une « incarnation du modèle emblématique du cacique propriétaire terrien ».